# New Super Mario Bros. Wii
New Super Mario Bros. Wii är ett sidoscrollande plattformsspel som utvecklats och lanserats av Nintendo till spelkonsolen Wii. Spelet släpptes den 12 november 2009 i Australien, 15 november 2009 i Nordamerika, 20 november 2009 i Europa och 3 december 2009 i Japan. Det är det första Mariospelet sedan Mario Bros som tillåter två spelare eller fler att spela samtidigt. En version av Mario Bros fanns dock även inbyggt i Super Mario Bros. 3.
Spelet har gått bra både kritiker- och försäljningsmässigt. Det har sålt i nästan 10 miljoner exemplar, och är därmed det femte bäst säljande Wii-spelet.(4,2 miljoner i Nordamerika, 2,867 miljoner i Japan, 2,5 miljoner i Europa)

## Spelsätt
Spelet är uppbyggt som ett sidoscrollande plattformsspel, där spelaren tar sig från punkt A till punkt B, ofta genom att röra sig från vänster till höger. På vägen måste spelaren undvika hinder, ta upp powerups, besegra fiender och så vidare. I grunden är det samma spelsätt som Nintendo grundade i och med Super Mario Bros. från 1985. Förutom att klara banorna finns dessutom tre stjärnmynt i varje bana, som fungerar som ett extra incitament att utforska banorna. Mynten kan användas för att köpa tips om hur man klarar vissa banor, och ger belöningar om man samlat på sig alla.
Utanför banorna rör sig spelaren längs en världskarta, där man väljer bana. Det finns sex typer av banor: normal sidoscrollande i öppet landskap, sidoscrollande i grottor, som ofta kräver mer precision hos spelaren och risk för att bli klämd eller ramla i lava, spökhus, som kräver lite mer pussellösning, borgar, som avslutar världarna med en boss på slutet, samt till slut enskärmsmöten mot en specifik motståndare. Utöver detta finns bonusvärldar där spelaren skjuter ut sig ur en kanonkula för att försöka samla extraliv, eller spelar ett enklare minnesspel för att samla på sig bonusar.